# Жерехово (Тверская область)
Же́рехово — деревня в Лихославльском районе Тверской области. Относится к Сосновицкому сельскому поселению.
Расположена в 14 км к северу от районного центра Лихославль, на автодороге "Лихославль-Калашниково", между деревнями Сосновицы и Михайлова Гора.
Население по переписи 2002 года — 43 человека, 17 мужчин, 26 женщин.
В деревне расположен «ГУ „ЛИХОСЛАВЛЬСКИЙ ДОМ-ИНТЕРНАТ“», рассчитанный на 25 человек.